# Лузька вулиця (Санкт-Петербург)
Лузька вулиця — вулиця в Калінінському районі Санкт-Петербурга. З'єднує проспект Луначарського та вулицю Руставелі паралельно вулиці Черкасова. Протяжність — 560 м.

## Історія
Названа на честь міста Луга, розташованого в Ленінградській області. Назва присвоєна 27 липня 1970 року.

## Будівлі та споруди
Непарна сторона :
- буд. 3Б — офісний центр

- Парна сторона :

- буд. 4/3 — ТОВ НВК «Азимут»
- буд. 10/1 — Домоуправління № 16 та торговий комплекс

## Транспорт
- Метро: «Громадянський проспект» (1180 м)
- Трамвай: 51, 100
- Залізнична платформа: Нова Охта (850 м)

## Перетинає такі вулиці та проспекти
З півдня на північ:
- проспект Луначарського
- вулиця Руставелі